# Zgrafito
Zgrafito (od talijanskog sgraffiare grepsti) je zidna tehnika urezivanje crteža u žbuku. Nastala je u 15. stoljeću u Italiji, a služila je prvenstveno za dekoriranje fasada. U srednjoj Europi raširena je kao narodna umjetnost. U današnjoj primjeni ove tehnike razlikujemo nekoliko metoda rada.
- duboki (reljefni) vapneno-žbučni zgrafito
- plitki (plošni) vapneni zgrafito
- uljno-lakovno-voštani zgrafito
- gipsani zgrafito
- glutolinski zgrafito
- kombinirani zgrafito
- zgrafito na osnovi sintetskih žbuka

Sve vrste zgrafita mogu biti jednobojne ili višebojne, te u raznim međuoblicima. Duboki vapneno-žbučni, plitki vapneni i uljno-lakovno-voštani zgrafito može se izvoditi i na vanjskim i unutrašnjim plohama, bilo na zidu ili pokretnoj podlozi.
Zgrafito na osnovi glutolina i gipsa dolazi u obzir samo za suhe unutrašnje zidne ili mobilne podloge zbog velike osjetljivosti na vlagu i niske temperature.
Sintetesko-žbučni zgrafito na osnovi akrilno-smolnih žbuka dolazi u obzir za vanjske i unutrašnje radove.
Međusobnim kombinacijama duboko vapnenog i uljno-lakovnog voštanog zgrafita ili plitkog vapnenog s glutolinskim zgrafitom itd., može se dobiti veoma veliki broj likovno tehničkih efektnih kombinacija.

## Vanjske poveznice
- Zgrafito u Sarajevu[neaktivna poveznica]